# Polycentropus aquilonius
Polycentropus aquilonius là một loài Trichoptera trong họ Polycentropodidae. Chúng phân bố ở miền Cổ bắc.